# Золотая булла (1222)

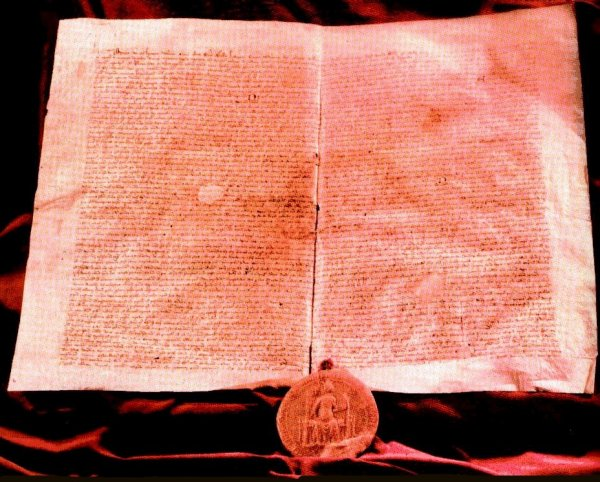
Старейший из сохранившихся экземпляров Золотой Буллы

Золотая булла 1222 года (лат. Bulla Aurea; венг. Aranybulla) — грамота венгерского короля Андраша (Андрея) II Арпада. Булла стала одним из первых в европейской истории документов, ограничивающих права монарха. Она закрепляла привилегии дворянства и духовенства: освобождение от налогов, право судопроизводства в комитатах, ограничение военной службы пределами Венгрии и т. д. Золотая булла предоставляла высшему и среднему дворянству право восстания против короля в случае нарушения им Буллы.
Название «Золотая булла» окончательно установилось с середины XIV в., хотя употреблялось и в XIII в., ещё при жизни Андраша II, получив своё название от золотой печати, приложенной к первоначальному тексту хартии. Вначале же хартию называли чаще просто «декретом» или «декретом короля Андраша», подобно тому как под именем декретов известны были и другие, более ранние законы венгерских королей (Стефана, Ладислава, Кальмана). Булла была подписана в семи экземплярах, каждый из которых был передан своему адресату: Папе, Ордену Тамплиеров, Ордену Госпитальеров, королю Венгрии, архиепископам Эстергома и Калочи, а также палатину Венгрии.
Золотую буллу часто сравнивают с Великой хартией вольностей, подписанной английским королём Иоанном Безземельным в 1215 году. Ряд исследователей считает, что авторы Золотой буллы вдохновлялись примером Великой хартии вольностей: основанием для такого предположения послужил тот факт, что многие представители венгерского нобилитета встречались с находящимися в изгнании лидерами английской баронской оппозиции (в частности, с Робертом Фиц-Уотером) во время Пятого крестового похода.

## История
После своей коронации 29 мая 1205 года король Андраш II провозгласил политику «novæ institutiones» («новые назначения») и торжественно заявил: 
Ничто не может установить границ щедрости Его Королевского Величества, и лучшей мерой для даров монарха является неизмеримость!
 Результатом новой политики стали обнищание королевской казны и резкое сокращение коронных земель. Резко возросло и влияние крупной знати (магнатов), в то время как положение рыцарства значительно ухудшилось. Финансовое состояние короны ещё более осложнилось в результате участия короля в Пятом крестовом походе, войн в Галиции и попыток Андраша II стать императором Латинской империи. В поисках новых источников доходов ближайшее окружение короля, во главе с министром Дионисом, пошло на ряд непопулярных мер: введение чрезвычайного военного налога, который стали собирать регулярно, введение новых пограничной и внутренней рыночных пошлин на продаваемые товары. Широко применялись и другие способы повышения доходов — например, порча монеты: по сравнению со временем Белы III, качество монеты к 1222 году ухудшилось на 50 %. Дионис также активно привлекал иностранных откупщиков для чеканки монеты и сбора налогов, кроме того, им были переданы соляные копи, что привело к значительному росту цен на соль.
Всеобщее недовольство ещё более обострилось весной 1222 года после неудачной военной кампании в Галиции. Движение против короля возглавил его сын — принц Бела, вокруг которого сформировалась «партия реформы». Они выдвинули лозунг восстановления «старой свободы» и «законов святого короля Иштвана»; кроме того, Бела требовал редукции — возвращения в казну захваченных королевскими фаворитами коронных земель. Значительная часть королевских рыцарей перешла на сторону принца, крупнейшие магнаты также стали искать соглашения с Белой.
Король Андраш искал поддержки у Папы, но Гонорий III в это время был занят борьбой с императором Фридрихом II Гогенштауфеном. Лидеры венгерского духовенства также отказались открыто занимать сторону короля. В результате, Андраш II решил пойти на уступки и в мае 1222 года созвал большой съезд «всей крупной и мелкой знати» (nobiles majores et minores). Однако, на сейм собрались не только магнаты, но и большое количество вооруженных воинов, прибывших изо всех комитатов и образовавших, таким образом, грандиозную военную сходку. Настроение собравшихся было крайне возбужденным. Андрашу II пришлось подписать требуемую от него буллу.

## Содержание Золотой буллы
Золотая булла состояла первоначально из введения и 31 статьи (последняя статья — вместе с заключением) и была написана на литературном латинском языке. Редакция хартии принадлежит одному из придворных клириков — королевскому секретарю Клету. Подлинный текст 1222 г. до нас не дошёл. Наиболее древняя копия текста 1222 г., сохранившаяся до нашего времени, относится уже к 1318 году.

Подобно Великой хартии вольностей, Золотая булла внешне выглядела как обычный королевский манифест, написанный от имени короля и «по его собственной воле». Однако во введении к основным статьям буллы имеется указание на «жалобы» «знатных людей» и даже на «большие огорчения», возникшие между королём и его вассалами. Особенно ярко о политической обстановке весны 1222 г. говорит последняя, 31-я статья буллы: 
Если Мы или кто-либо из Наших преемников будет поступать вопреки тому, что представлено Нами здесь, то епископы, а также другие йобагионы и знатные королевства, вместе или в отдельности. . . могут восставать и противодействовать Нам и Нашим преемникам всеми средствами, причем это не будет считаться неверностью с их стороны.
Подавляющее количество статей Золотой буллы относится к защите прав мелкого рыцарства. По крайней мере 23 статьи из 31, составляющих содержание Золотой буллы, говорят о положении этой социальной группы. Активное участие венгерского рыцарства в восстании 1222 года составляло существенную черту этого движения - в отличие от баронского восстания 1215 года в Англии, в котором рыцари, хотя и участвовали, но их роль была явно подчиненной.
Первой уступкой короля рыцарям было восстановление старого обычая ежегодного созыва королём военного собрания, когда-то периодически функционировавшего ещё в XI и первой половине XII в., но к началу XIII в. уже вышедшего из практики.
Последующие девять статей (с 2-й по 10-ю) закрепляют имущественное и лично-правовое положение рыцарства, отвечая конкретно на те просьбы, которые были предъявлены жаловавшимися на насилия и обиды, причиненные им знатью. Король обещает, что ни он, ни его преемники не будут лишать свободы служилых людей (servientes) и не будут отнимать их имущества «в угоду какому-либо могущественному человеку», иначе как по суду и в законном порядке. Об этом же говорит и статья 28, запрещающая вельможным людям вмешиваться в судебные процессы и оказывать давление по решению королевского суда. Король обещает не взимать с servientes никаких налогов. Король (или фактически его чиновники) не могут вступать в жилище или поместья servientes, иначе как по приглашению владельца (ст. 3). Servientes обладают правом свободного распоряжения имуществом. Если serviens умрет, не оставив сына, то одна четвёртая часть его (земельного) имущества переходит к его дочери; остальное он может завещать при жизни, кому пожелает. Если он не успеет этого сделать, ближайшие родственники получают имущество умершего. Если родственников не окажется, наследником умершего будет король (ст. 4).
Статьи 2 и 28 прямо обещают служилым людям защиту от магнатов (potentes), в частности от злоупотребления последних в судебных процессах. Рыцарство по Золотой булле становилось в прямое подчинение королю. Статья 7 регулировала военную службу: король не мог принудить рыцарей участвовать в заграничных походах, иначе, как за особое вознаграждение. Участвовать в походах «вне королевства» обязаны были лишь те, кто имели комитаты или получали от короля специальные походные деньги.
Статья 11 запрещала допускать иностранцев на королевскую службу в верховных государственных органах. Статья 26 запрещала иностранцам иметь земельную собственность в Венгрии.
По сравнению с английской Великой хартией вольностей 1215 года, в Золотой булле обращает на себя внимание отсутствие специальных статей о правах венгерских горожан. Это обстоятельство наглядно свидетельствует о слабости и отсталости тогдашнего города в Венгрии. Горожане в Золотой булле выступают лишь в виде иностранцев («иудеев и измаэлитов»), их права ограничиваются. Правда, некоторые статьи Золотой буллы могли быть использованы и горожанами для развития их ремесла и торговли. Сюда относятся, например, статьи об упорядочении королевской монеты, уничтожении в стране соляной монополии, сокращении и отмене ряда косвенных налогов и т. д. Но прямо о венгерских горожанах Золотая булла нигде не упоминает.

## Последствия
Вскоре после подписания Андраш II попытался уклониться от выполнения навязанных ему обязательств и даже снова назначил Диониса министром. Папа Гонорий III поддерживал короля и пригрозил отлучением тем, кто захотел бы силой принудить короля к осуществлению статей Золотой буллы. К концу 1220-х годов Венгрия оказалась накануне новой междоусобной войны. Новый папа Иннокентий IV предложил Андрашу II подтвердить Золотую буллу, дополнив её некоторыми новыми статьями. В 1231 г. была издана новая Золотая булла, состоявшая теперь уже из 35 статей и санкционированная церковью. По сравнению с текстом Золотой буллы 1222 г. текст Золотой буллы 1231 г. ещё сильнее обнаруживает компромисс между знатью и рыцарством, а высшему духовенству предоставляется ещё более значительное, чем это было в 1222 г., участие в политической жизни.
Формально Золотая булла сохраняла свою юридическую силу до конца Первой мировой войны. Однако, в 1687 г. Леопольд Габсбург - подкупами и угрозами - заставил Сейм отменить 31-ю статью о праве противодействия.